# Lê Lương Minh
Lê Lương Minh (Thanh Hóa, 1º settembre 1952) è un politico e diplomatico vietnamita, dal 1º gennaio 2013 al 1º gennaio 2018 ha ricoperto l'incarico di segretario generale dell'Associazione delle Nazioni del Sud-est asiatico.

## Formazione
Nel 1974 si è laureato all'accademia diplomatica del Vietnam di Hanoi e, successivamente, ha proseguito i suoi studi a Nuova Delhi, in letteratura inglese e linguistica.

## Attività diplomatica
Entrato nel corpo diplomatico vietnamita nel 1975, ha ricoperto vari incarichi, rappresentando il proprio paese all'ONU.